# Łukasz Budziłek
Łukasz Budziłek (ur. 19 marca 1991 w Bełchatowie) – polski piłkarz występujący na pozycji bramkarza w Motorze Lublin.

## Kariera piłkarska
Budziłek swoją karierę rozpoczął w GKS-ie Bełchatów i jako piłkarz tego klubu zadebiutował w ekstraklasie, w wygranym 1:0 meczu z Widzewem Łódź, wchodząc na boisko w 65. minucie, zastępując kontuzjowanego Łukasza Sapelę. Barwy GKS-u Bełchatów reprezentował do lutego 2013, gdy podpisał kontrakt z GKS-em Katowice. Po zakończeniu sezonu 2013/2014 został zawodnikiem Legii Warszawa, jednak nie zdołał zadebiutować w pierwszym zespole. 
W lutym 2015 Budziłek został ogłoszony nowym bramkarzem Lechii Gdańsk. Po kilku występach w drużynie rezerw, 9 maja 2015 zadebiutował w pierwszym zespole Lechii w wyjazdowym, wygranym 3:1 meczu z Pogonią Szczecin. W sierpniu 2016 został wypożyczony do końca sezonu 2016/2017 do Chojniczanki Chojnice. Rundę jesienną sezonu 2017/2018 spędził na wypożyczeniu w Wigrach Suwałki.
W styczniu 2018 podpisał 3,5-letni kontrakt z Pogonią Szczecin. Po dwóch występach w ekstraklasie i kilku w III-ligowych rezerwach Pogoni, w lutym 2019 został wypożyczony do końca sezonu 2018/2019 do Bruk-Betu Termalica Nieciecza, po czym podpisał kontrakt z tym klubem. W sezonie 2021/2022 jako piłkarz Bruk-Betu zaliczył trzy występy w ekstraklasie. W sumie na najwyższym poziomie rozgrywkowym rozegrał siedemnaście meczów. 
We wrześniu 2022 został zawodnikiem Motoru Lublin.